# Frederico Heyse
Frederico Heyse (São Bento do Sul, 13 de junho de 1893 Mafra, 13 de maio de 1962) foi um comerciante e político brasileiro.
Filho de Paulo Christiano Heyse e de Wanda Heyse. Casou com Maria Linzmeyer
Foi prefeito de Mafra, pelo Partido Social Democrático (PSD), de 1951 a 1956.
Em 1958 foi candidato a deputado estadual para a Assembleia Legislativa de Santa Catarina, pelo PSD. obtendo 3.336 votos, ficou suplente, sendo convocado em 18 de agosto de 1959 por um período de 60 dias, em função de licença do deputado Osni Régis, tomando posse na 4ª Legislatura (1959-1963).